# A gondolat nyelve
A gondolat nyelve Fodor azon elmélete, miszerint a megismerés folyamata nem más, mint egy mentális reprezentációkkal végzett számítás. Ez annyit tesz, hogy a gondolatok egy olyan "nyelven" (mentális nyelv) jelennek meg, ami egyszerűbb gondolatok különböző összerendezésével teszi lehetővé komplex gondolatok felépítését. Az agy biológiája annyit egyértelműen elárul, hogy ezek a mentális reprezentációk nem hasonlíthatóak össze a papírra írt szimbólumokkal; a mentális nyelv feltehetőleg inkább a gondolatok és fogalmak síkján, vagyis a kognitív szinten létezik. Az a gondolat, például, hogy "János magas" nyilvánvalóan legalább két részből áll: egyrészt a Jánosról, mint személyről alkotott fogalmunkból, másrészt pedig a magasság fogalmából. Ebben az esetben ezt a két alkotóelemet a következő elsőrendű logikai állítmány-képlettel ábrázolhatnánk:
M(j)
Ami pedig azt fejezi ki, hogy az 'M' (mint "magas") állítmány a 'j' (mint János) entitásra vonatkozik.

## Az állítmányhoz való egyéni viszony
A gondolat nyelve szükségképpen sokkal összetettebb bármilyen tisztán logikai nyelvnél, mivel az emberi gondolatok olyan bonyolult aspektusait is kezelnie kell, mint amilyen az állítmányhoz való egyéni viszony is. Például hihetem azt, hogy János magas, de az is lehet, hogy csak gyanítom, hogy János magas.
Az egyéni viszony a nyelvnek abban a sajátosságában ragadható meg, hogy alapvetően dialógusra született, amely dialógusban a beszélő vagy a partneréhez viszonyul, neki és róla beszél, vagy egy tőlük kívül álló harmadik személyről, ami lehet tárgy, élőlény, stb.
Amikor az ember saját magáról beszél, akkor más igéket kell, hogy használjon, mint a kívülálló harmadikhoz tartozó alanyok esetében, mivel csak neki van első kézből tudomása arról, ami a mondanivalója mögött van. Így az észlelések, érzelmek, gondolatok és hiedelmek igéi tartoznak ide, mely igéket a beszélő nyíltan be is illeszti mondataiba, ha az nem derülne ki az állításaiból.
Következésképpen a nyelvi kétértelműségek miatt rá kell kérdezni a megszólalóra, hogy pontosan mit is akar mondani. Pl. fenyegetés vagy ígéret-e ami elhangzott. Írásbeliség esetén erre még nagyobb szükség van.[forrás?]

## A mentális nyelv hipotézise
A mentális nyelv hipotézise igen nagy jelentőséggel bír, mivel egy olyan mértékben racionalista kognitív modellt feltételez, amelyben a kogníció számos alapvetését eleve adottnak tekinti, szembeszegülve az eliminatív materializmussal és a konnekcionizmussal.
Ludwig Wittgenstein nyomdokaiban járva más gondolkodók azzal érveltek, hogy ugyanazt a nyelvet használjuk mentális nyelvünkként, amit nyilvánosan is. Így tehát aki magyarul beszél, az magyarul is gondolkodik. Megint mások viszont állítják, hogy azok is tudnak gondolkodni, akik semmilyen nyilvános nyelvet nem ismernek (így például a csecsemők), ennek pedig egyenes következménye az, hogy léteznie kell valamilyen velünk született mentális nyelvnek.